# Le Triomphe des ailes
Pour plus de détails, voir Fiche technique et Distribution.
Le Triomphe des ailes (翼の凱歌, Tsubasa no gaika) est un film japonais réalisé par Satsuo Yamamoto, sorti en 1942,. Il a été co-écrit par Akira Kurosawa.

## Synopsis
Deux jeunes Japonais rejoignent les forces aériennes de l'Armée impériale japonaise où ils vont se démarquer lors de combats aériens.

## Fiche technique
Sauf indication contraire, les informations mentionnées dans cette section peuvent être confirmées par la base de données cinématographiques IMDb,  présente dans la section « Liens externes ».
- Titre original : 翼の凱歌 (Tsubasa no gaika?)
- Titre français : Le Triomphe des ailes
- Réalisation : Satsuo Yamamoto
- Scénario : Akira Kurosawa et Bonhei Sotoyama
- Décors : Tatsuo Kita
- Photographie : Taiichi Kankur
- Musique : Ryōichi Hattori
- Production : Sanezumi Fujimoto
- Société de production : Tōhō
- Société de distribution : Tōhō
- Pays d'origine :  Empire du Japon
- Langue originale : japonais
- Format : noir et blanc — 1.37 : 1 — 35 mm
- Genre : drame, guerre
- Durée : 109 minutes
- Dates de sortie :
  - Empire du Japon : 14 octobre 1942

## Distribution
- Jōji Oka
- Takako Irie
- Ranko Hanai
- Heihachirō Ōkawa
- Seizaburō Kawazu
- Takuzō Kumagai
- Akio Kusama